# 松浪硝子工業
松浪硝子工業株式会社（まつなみがらすこうぎょう）とは、大阪府岸和田市に本社を持つ、顕微鏡用スライドグラス、タッチパネル用カバーグラスや臨床検査関連製品を製造・販売する会社である。弘化元年（1844年）の創業以来、一貫してガラス製品の開発製造を行っている。
とくに極薄ガラス製品の分野では、日本におけるリーディング・カンパニーとされ、大阪ものづくり優良企業賞2009 最優秀企業賞を受賞している。

## 脚註
1. ↑  「大阪ものづくり優良企業賞2009」受賞企業一覧
2. ↑  「大阪ものづくり優良企業賞2009」に岸和田の企業が受賞（岸ナビ）